# Klaus Jaeger
Klaus Jaeger (ur. 13 czerwca 1994 w Oberndorfie) – austriacki wioślarz.

## Osiągnięcia
- Mistrzostwa Świata – Linz 2008 – ósemka wagi lekkiej – 7. miejsce[1].